# Adrian Ruiz
Adrian Ruiz (* 17. November 1937 in Los Angeles) ist ein US-amerikanischer Pianist.

## Leben
Ruiz studierte am Curtis Institute of Music in Philadelphia bei Rudolf Serkin und Mieczysław Horszowski, später an der University of Southern California in seiner Heimatstadt Los Angeles. In der Folge gewann er zahlreiche Preise, darunter einen Preis beim Busoni-Wettbewerb (1968), den Michaels Memorial Award, den Kimber Award und den Young Musicians Foundation Award. Außerdem belegte er den 1. Platz beim Concurso de piano Ciudad de Montevideo (1969). 
Er war viele Jahre Vorsitzender der Klavierabteilung der University of Southern California und setzte sich insbesondere für wenig bekannte oder vergessene Werke der deutschen Romantik ein. Daneben unternahm er zahlreiche Tourneen durch die USA, Südamerika und Europa.

## Diskographie (Auswahl)
- Niels Wilhelm Gade, Aquarellen op. 19 und Arabeske F-Dur op. 27, Christian Sinding, Klavierwerke – 1970
- Hermann Goetz, Sämtliche Klavierwerke – 1972
- Norbert Burgmüller, Klaviersonate f-Moll op. 8; Robert Volkmann, Klaviersonate c-Moll op. 12 und Fantasie C-Dur op. 25a; Theodor Kirchner, Klavierstücke – 1973
- Felix Mendelssohn Bartholdy, Variations sérieuses op. 54 und Variationen Es-Dur op. 82 sowie Werke von Alberto Ginastera und Carlos Chávez – 1971/73
- Anton Rubinstein, Klavierkonzert Nr. 5 Es-Dur op. 94 –  1996
- Joseph Rheinberger, Klavierkonzert As-Dur op. 94 – 1974
- Ferdinand Hiller, 24 Etüden op. 15, 8 Mésures op. 57, Klaviersonate Nr. 1 a-Moll op. 47, Klaviersonate Nr. 2 As-Dur op. 59, Klaviersonate Nr. 3 g-Moll op. 78, Variationen Des-Dur op. 98, Capriccio g-Moll op. 88, Zwei Impromptus op. 30 – 2009
- Julius Schulhoff, Klavierwerke – 2012
- Joachim Raff, Suite d-Moll op. 91 und Grande Sonate es-Moll op. 14 (2. Version) – 2012